# Michelle Magorian
Michelle Magorian (Portsmouth, 6 novembre 1947) è una scrittrice britannica per l'infanzia.
Da bambina ha vissuto per diversi anni a Singapore e in Australia.
All'età di 9 anni, quando tornò in Inghilterra, Michelle, da ragazza, già scriveva storie. All'età di 19 anni iniziò a studiare per diventare attrice. Studia per tre anni a Londra (al Rose Bruford College of Speech and Drama) e poi studiò un altro anno a Parigi.
Il suo primo libro fu Goodnight Mister Tom, pubblicato nel 1981.

## Pubblicazioni
- Goodnight Mr Tom, 1981
- Back home, 1984
- Waiting for my shoes to dry, 1989
- Who's going to take care of me, 1990
- A little love song, 1991
- Orange paw parks, 1991
- In deep water and other stories, 1992
- Jump, 1992
- Not swan, 1992
- Cookoo in the nest, 1994
- A soonful of jam, 1998